# Chondrosum gracile
Chondrosum gracile är en gräsart som beskrevs av Carl Sigismund Kunth. Chondrosum gracile ingår i släktet Chondrosum och familjen gräs. Inga underarter finns listade i Catalogue of Life.